# Svéprávnost
Svéprávnost (do 1. ledna 2014 způsobilost k právním úkonům, někdy též nesprávně plnoprávnost) je způsobilost právně jednat, například uzavírat jakékoli smlouvy. Podle § 4 odst. 1 občanského zákoníku platí vyvratitelná právní domněnka, že každá svéprávná osoba má rozum průměrného člověka i schopnost jej užívat s běžnou péčí a opatrností a že to každý od ní může důvodně očekávat. Není-li osoba plně svéprávná, je její právní jednání, ke kterému není způsobilá, neplatné.

## Nabytí plné svéprávnosti
Plné svéprávnosti nabývá člověk zletilostí, tedy dovršením 18 let věku. Nezletilý není plně svéprávný, je způsobilý jen k takovým právním jednáním, která jsou svou povahou objektivně přiměřená rozumové a volní vyspělosti jeho vrstevníků. Před nabytím zletilosti se plná svéprávnost získává jejím přiznáním (emancipací) nebo uzavřením manželství. Svéprávnost může podle § 37 občanského zákoníku přiznat jen soud, a to pouze na návrh, dosáhl-li nezletilý 16 let věku, se souhlasem jeho zákonného zástupce (nebo nezletilého, podá-li návrh zákonný zástupce), a pokud se prokáže jeho schopnost samostatně se živit a obstarávat si své záležitosti, případně je-li to z vážných důvodů v jeho zájmu. Druhou možností získání plné svéprávnosti je uzavření manželství, dosáhl-li nezletilý také 16 let věku. V takovém případě se pak takto nabytá svéprávnost neztrácí ani případným zánikem manželství, ani jeho prohlášením za neplatné.

## Omezení svéprávnosti
Jednou získané svéprávnosti se nelze ve smyslu § 16 občanského zákoníku nikdy vzdát. Na rozdíl od dřívější způsobilosti k právním úkonům ji nelze ani člověka zcela zbavit. Je možné ji jen podle § 55–65 občanského zákoníku omezit, jestliže je to v jeho zájmu a pokud nepostačí mírnější opatření, zejména v případě trvalé duševní poruchy. O omezení svéprávnosti rozhoduje po zhlédnutí osoby opět pouze soud, přičemž v rozsudku vždy vymezí rozsah omezení a zároveň jmenuje opatrovníka. Každé omezení trvá nejdéle tři roky (je-li zjevné, že se stav člověka v této době nezlepší, tak až pět let), lze je však opakovaně prodloužit. I rozhodnutí o omezení svéprávnosti nicméně člověka nezbavuje práva samostatně právně jednat v běžných záležitostech každodenního života.
Ještě než je o omezení svéprávnosti rozhodnuto, může každý v očekávání vlastní nezpůsobilosti právně jednat předběžným prohlášením projevit vůli, aby byly jeho záležitosti spravovány určitým způsobem, nebo aby je spravovala určitá osoba, nebo aby se určitá osoba stala jeho opatrovníkem. Potřebuje-li člověk nápomoc při rozhodování, protože mu v tom duševní porucha působí obtíže, třebaže nemusí být omezen ve svéprávnosti, může si s podpůrcem ujednat poskytování podpory. Podpůrců může být i více.